# ORP S-10
ORP S-10 (oznaczenie brytyjskie MTB 429) − polski ścigacz torpedowo-artyleryjski z okresu II wojny światowej, jeden z sześciu bliźniaczych okrętów zbudowanych w stoczni J. Samuel White w Cowes i przejętych przez Polską Marynarkę Wojenną w drugiej połowie 1944 roku.

## Historia
W 1943 roku stocznia J. Samuel White w Cowes wyprodukowała serię sześciu silnie uzbrojonych ścigaczy torpedowo-artyleryjskich, których konstrukcja oparta była na zmodyfikowanym projekcie Vosper 1943. Wszystkie zostały przekazane w dzierżawę Polskiej Marynarce Wojennej i oznaczone polskimi numerami S-5 do S-10 (równolegle używano brytyjskich oznaczeń MTB 424 do 429). Pierwszy z nich, S-5, został oficjalnie przejęty przez polską załogę 3 maja 1944. 31 października podniesiono biało-czerwoną banderę na S-10.
W połowie 1944 roku działania w wojnie przybrzeżnej, toczonej na kanale La Manche, powoli wygasały. Wraz z wycofywaniem się Niemców z portów francuskiego wybrzeża malała liczba potencjalnych celów, zmniejszała się również aktywność Schnellbootów. Pod koniec tego roku podjęto decyzję o zdemontowaniu ze wszystkich sześciu polskich ścigaczy wyrzutni torped, dla odciążenia konstrukcji. S-10 prosto po ukończeniu szkolenia załogi przeszedł do Cowes 29 grudnia 1944 roku (nie uczestnicząc wcześniej w żadnym patrolu bojowym) i pozostawał tam do kwietnia 1945 roku. Później także nie uczestniczył już w działaniach bojowych, jego załoga brała udział w przejmowaniu poddających się w maju U-Bootów. 15 października 1945 roku został formalnie zwrócony Brytyjczykom.

## Opis konstrukcji
Polskie ścigacze torpedowo-artyleryjskie były okrętami o długości całkowitej 22,3 m i szerokości 5,5 m. Ich napęd stanowiły trzy silniki Sterling Admiral o mocy po 1200 shp każdy. Prędkość maksymalna na próbach wynosiła 40 węzłów.
Podstawowe uzbrojenie artyleryjskie ścigaczy stanowiło automatyczne działko 6-funtowe QF Mk IIA kal. 57 mm, z systemem automatycznego ładowania pocisków, o szybkostrzelności teoretycznej 40 strzałów na minutę. Uzupełniały je zdwojone działko Oerlikon kal. 20 mm i cztery lekkie karabiny maszynowe Lewis kal. 7,7 mm na dwóch podwójnych podstawach. Na śródokręciu zainstalowane były dwie wyrzutnie torpedowe kal. 457 mm.
Ciężkie silniki i uzbrojenie (działko 6-funtowe z podstawą ważyło 1,72 tony) powodowały odkształcenia konstrukcji kadłuba, co było przyczyną częstych awarii okrętów. W związku z tym na przełomie 1944 i 1945 roku podjęto decyzję o zdemontowaniu wyrzutni torpedowych. Poważniejsze prace nad wzmocnieniem konstrukcji zostały jednak zarzucone w związku z zakończeniem działań wojennych.